# 科爾布鄉 (奧爾特縣)
44°30′00″N 24°43′00″E / 44.5°N 24.7167°E
科爾布鄉（羅馬尼亞語：Comuna Corbu, Olt），是羅馬尼亞的鄉份，位於該國南部，由奧爾特縣負責管轄，面積45平方公里，海拔高度154米，2007年人口2,548，人口密度每平方公里57人。